# Kratki dlanski mišić
Kratki dlanski mišić (lat. musculus palmaris brevis) mišić je uzvisine malog prsta.
Mišić inervira lat. nervus ulnaris.

## Polazište i hvatište
Mišić polazi s palmarne aponeuroze i hvata se za kožu uzvisine malog prsta.